# 24 (číslo)
Dvacet čtyři (24) je přirozené číslo, které následuje po čísle dvacet tři a předchází číslu dvacet pět. Římskými číslicemi se zapisuje XXIV a jeho prvočíselný rozklad je 24 = 23·3.

## Věda
- Atomové číslo chromu je 24
- Den má 24 hodin
- V geometrii je 24nadstěn (jinak též ikositetrachoron) čtyřrozměrné platónské těleso

## Náboženství
- Tanach má 24 spisů

## Ostatní

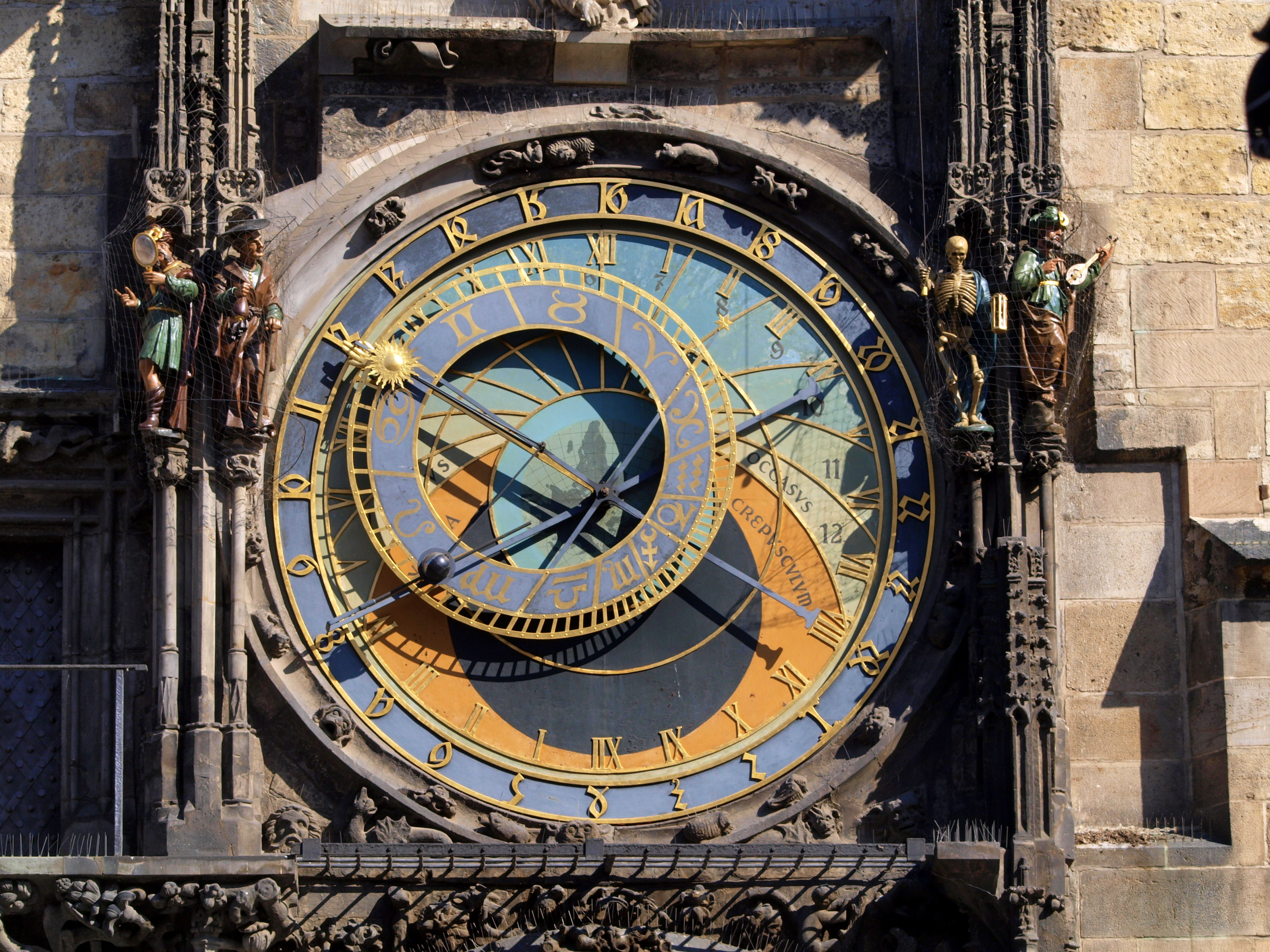
Astronomický orloj v Praze

- Řecká abeceda má 24 písmen

## Roky
- 24
- 24 př. n. l.